# Sébastien Proulx
Sébastien Proulx, né le 28 mars 1975 à Montréal, est un homme politique québécois.
De 2007 à 2008, il est député adéquiste de Trois-Rivières et leader parlementaire de l'opposition officielle à l'Assemblée nationale du Québec. Défait lors des élections générales de 2008, il revient sur la scène politique sous la bannière du Parti libéral du Québec et exerce les fonctions de député de Jean-Talon de 2015 à 2019. De 2016 à 2018, il est également ministre dans le gouvernement du premier ministre Philippe Couillard.

## Biographie
Né le 28 mars 1975 à Montréal, Sébastien Proulx, marié à Guylaine Roy, est père de Nicolas et de Marie-Rose. Après avoir étudié au Séminaire Saint-Joseph de Trois-Rivières, Sébastien Proulx entame en 1992 des études en sciences humaines au Collège Laflèche de Trois-Rivières et obtient son diplôme d’études collégiales en 1994.

### Étude et carrière en droit
Par la suite, il se dirige vers Montréal pour y entreprendre un baccalauréat en droit à l'Université du Québec à Montréal (UQAM) et obtient son diplôme en 1998. Il devient membre du Barreau du Québec en 1999. À ce moment, Sébastien Proulx se préoccupe de l’accessibilité des personnes défavorisées à la justice et exerce à la clinique juridique de l'UQAM pour en devenir le président peu de temps après. Depuis 1999, il pratique le droit notamment au sein de deux cabinets privés de la région de Montréal, soit Desmarais, Picard, Garceau & Pasquin, ainsi que Laurin, Lamarre, Linteau & Montcalm.

### Vie politique
Sébastien Proulx joint les rangs de l'Action démocratique du Québec (ADQ) et se présente comme candidat dans la circonscription de Laviolette lors des élections générales québécoises de 2003, mais est défait par Julie Boulet. Cette même année, il participe à la création de la plateforme électorale adéquiste et est désigné responsable des affaires politiques et juridiques au sein du parti. En 2004, son engagement le mène au poste de directeur général de l'ADQ et l'année suivante, à celui de conseiller politique de Mario Dumont au sein de l'équipe parlementaire de l'ADQ. Il siègera également en tant que membre du comité consultatif du Directeur général des élections du Québec de 2003 à 2005.
Aux élections générales de 2007, il remporte la victoire dans la circonscription de Trois-Rivières, la ville où il a grandi. Il occupe les postes de leader parlementaire de l'opposition officielle, de porte-parole de l'opposition officielle en matière de réforme électorale et de réforme parlementaire et de porte-parole de l'opposition officielle en matière d'accès à l'information.
Il arrive en troisième position à l'élection générale de 2008, concédant la victoire à la libérale Danielle St-Amand.
Après sa défaite, il se reconvertit comme chroniqueur et analyste politique pour des radios diffusant à Trois-Rivières et à Montréal, il prend alors ses distances avec l'ADQ.
Son nom ressort dans les médias à l'occasion des élections générales de 2014, plusieurs articles lui prêtant une candidature sous les couleurs du Parti libéral du Québec, sans qu'il n'y ait de suites. C'est finalement après les élections qu'il revient dans la politique active, en devenant stratège en matière de communications au cabinet du premier ministre Philippe Couillard.
À la suite de la démission du député Yves Bolduc, il se présente comme candidat libéral dans la circonscription de Jean-Talon pour l'élection partielle du 8 juin 2015. Il est élu député avec près de 42 % des suffrages et revient donc siéger à l'Assemblée nationale.
Le 28 janvier 2016, il est nommé ministre de la Famille et ministre responsable de la région de la Gaspésie—Îles-de-la-Madeleine.
Le 22 février 2016, il est nommé ministre de l'Éducation.
Le 11 octobre 2017, il est nommé ministre responsable de la région de la Capitale-Nationale. 
En 2017, il crée le projet Lab-École, qui vise à repenser les écoles primaires du Québec, avec l'aide de Ricardo Larrivée, Pierre Lavoie et Pierre Thibault. 
En février 2018, il lance un livre, Un Québec libre est un Québec qui sait lire et écrire.
Le 30 août 2019, il annonce son retrait de la vie politique. Il quitte son poste de député de la circonscription de Jean-Talon pour devenir responsable des affaires institutionnelles chez Desjardins.
Le 23 mars 2021, il effectue un retour au sein du cabinet GBV Avocats pour y lancer et y diriger le secteur de Droit public et relations avec l’État.

## Résultats électoraux
|                                                                                               | Nom                        | Parti              | Nombre de voix | %      | Maj.  |
| --------------------------------------------------------------------------------------------- | -------------------------- | ------------------ | -------------- | ------ | ----- |
|                                                                                               | Sébastien Proulx (sortant) | Libéral            | 11 069         | 32,6 % | 1 363 |
|                                                                                               | Joëlle Boutin              | Coalition avenir   | 9 706          | 28,6 % | -     |
|                                                                                               | Patrick Provost            | Québec solidaire   | 6 515          | 19,2 % | -     |
|                                                                                               | Sylvain Barrette           | Parti québécois    | 4 912          | 14,5 % | -     |
|                                                                                               | Carl Bérubé                | Conservateur       | 620            | 1,8 %  | -     |
|                                                                                               | Macarena Diab              | Vert               | 610            | 1,8 %  | -     |
|                                                                                               | Ali Dahan                  | Indépendant        | 236            | 0,7 %  | -     |
|                                                                                               | Hamid Nadji                | NPD Québec         | 197            | 0,6 %  | -     |
|                                                                                               | Stéphane Pouleur           | Équipe autonomiste | 64             | 0,2 %  | -     |
|                                                                                               | Ginette Boutet             | Marxiste-léniniste | 46             | 0,1 %  | -     |
| Total                                                                                         | Total                      | Total              | 33 975         | 100 %  |       |
| Le taux de participation lors de l'élection était de 75,2 % et 405 bulletins ont été rejetés. |                            |                    |                |        |       |

|                                                                                               | Nom                      | Parti                        | Nombre de voix | %      | Maj.  |
| --------------------------------------------------------------------------------------------- | ------------------------ | ---------------------------- | -------------- | ------ | ----- |
|                                                                                               | Sébastien Proulx         | Libéral                      | 8 214          | 41,8 % | 2 320 |
|                                                                                               | Clément Laberge          | Parti québécois              | 5 894          | 30 %   | -     |
|                                                                                               | Alain Fecteau            | Coalition avenir             | 2 717          | 13,8 % | -     |
|                                                                                               | Amélie Boisvert          | Québec solidaire             | 1 503          | 7,6 %  | -     |
|                                                                                               | Sol Zanetti              | Option nationale             | 474            | 2,4 %  | -     |
|                                                                                               | Elodie Boisjoly-Dubreuil | Vert                         | 472            | 2,4 %  | -     |
|                                                                                               | Sylvain Rancourt         | Conservateur                 | 237            | 1,2 %  | -     |
|                                                                                               | Sylvain Drolet           | Parti des sans parti         | 76             | 0,4 %  | -     |
|                                                                                               | Stéphane Pouleur         | Équipe autonomiste           | 55             | 0,3 %  | -     |
|                                                                                               | Grégoire Bonneau-Fortier | Parti indépendantiste (2008) | 27             | 0,1 %  | -     |
| Total                                                                                         | Total                    | Total                        | 19 669         | 100 %  |       |
| Le taux de participation lors de l'élection était de 43,6 % et 161 bulletins ont été rejetés. |                          |                              |                |        |       |

|                                                                                               | Nom                        | Parti               | Nombre de voix | %      | Maj. |
| --------------------------------------------------------------------------------------------- | -------------------------- | ------------------- | -------------- | ------ | ---- |
|                                                                                               | Danielle St-Amand          | Libéral             | 9 129          | 40,1 % | 960  |
|                                                                                               | Yves St-Pierre             | Parti québécois     | 8 169          | 35,9 % | -    |
|                                                                                               | Sébastien Proulx (sortant) | Action démocratique | 4 241          | 18,6 % | -    |
|                                                                                               | Alex Noël                  | Québec solidaire    | 714            | 3,1 %  | -    |
|                                                                                               | Louis Lacroix              | Vert                | 515            | 2,3 %  | -    |
| Total                                                                                         | Total                      | Total               | 22 768         | 100 %  |      |
| Le taux de participation lors de l'élection était de 60,5 % et 333 bulletins ont été rejetés. |                            |                     |                |        |      |

|                                                                                               | Nom                    | Parti               | Nombre de voix | %      | Maj.  |
| --------------------------------------------------------------------------------------------- | ---------------------- | ------------------- | -------------- | ------ | ----- |
|                                                                                               | Sébastien Proulx       | Action démocratique | 10 247         | 37,2 % | 2 385 |
|                                                                                               | André Gabias (sortant) | Libéral             | 7 862          | 28,5 % | -     |
|                                                                                               | Jean-Pierre Adam       | Parti québécois     | 7 672          | 27,8 % | -     |
|                                                                                               | André Lemay            | Québec solidaire    | 907            | 3,3 %  | -     |
|                                                                                               | Louis Lacroix          | Vert                | 739            | 2,7 %  | -     |
|                                                                                               | Stéphan Vincent        | Indépendant         | 121            | 0,4 %  | -     |
| Total                                                                                         | Total                  | Total               | 27 548         | 100 %  |       |
| Le taux de participation lors de l'élection était de 73,5 % et 295 bulletins ont été rejetés. |                        |                     |                |        |       |

|                                                                                               | Nom                     | Parti                 | Nombre de voix | %      | Maj.  |
| --------------------------------------------------------------------------------------------- | ----------------------- | --------------------- | -------------- | ------ | ----- |
|                                                                                               | Julie Boulet (sortante) | Libéral               | 12 806         | 52,7 % | 5 076 |
|                                                                                               | Patrick Lahaie          | Parti québécois       | 7 730          | 31,8 % | -     |
|                                                                                               | Sébastien Proulx        | Action démocratique   | 3 453          | 14,2 % | -     |
|                                                                                               | Yves Demers             | UFP                   | 182            | 0,7 %  | -     |
|                                                                                               | Josée Lafontaine        | Démocratie chrétienne | 144            | 0,6 %  | -     |
| Total                                                                                         | Total                   | Total                 | 24 315         | 100 %  |       |
| Le taux de participation lors de l'élection était de 72,2 % et 312 bulletins ont été rejetés. |                         |                       |                |        |       |